# Edificio situado en el número 22 de la rue du Général-de-Castelnau de Strasburgo
El edificio situado en el número 22 de la rue du Général-de-Castelnau de Strasburgo es un monumento histórico desde 1975 de Estrasburgo, en Bas-Rhin.